# Пиће у средњовјековној Србији
У средњем вијеку, народ је конзумирао разна пића. Обичан свијет је највише производио и користио за себе: млијеко и пиво (податак из 1301. године). Млијеко се држало у дрвеним судовима, каблићима и ведрицама, а за његов пренос су се користиле јареће мјешине. 

## Медовина
Медовина (старосрпски „мед“) је било омиљено пиће, не само на Балкану, већ и на словенском сјеверу. Нарочито се трошила у планинским крајевима, гдје није било лозе. Стефан Немања је цару Фридриху I Барбароси, поред вина , полонио и медовину („medone“). У постојећим изворима нема довољно података о средњовјековној медовини, а у каснијим временима могла је бити безалкохолно и алкохолно пиће.

## Пиво
Пиво је било домаћи производ (обичан народ га производи за себе, а у изворима се помиње једна врста пива, као „оловина“ ). Зависни сељаци на манастирским имањима, обично пред неки празник, били су дужни манастирима давати слад и хмељ. Имали су и обавезу „житотребљења“ (обично јечам са ситним рђавим зрнима). Јечам су квасили и производили слад, па пивну ширу, коју су кували и додавали јој хмељ (у повељама „охмељавање“, због давања горког укуса и избјегавања кварења). Затим је пиће хлађено и квасцем изазивано врење. Пиво би затим морали „оточити“ у манастирске судове. Нема података да је у српским градовима постојало радионица за производњу пива, али је деспот Ђурађ Бранковић митроплиту Ванедикту поклонио „Пивничиште“, у Руднику. У Србији се и послије средњег вијека спремала нека врста домаћег пива, све до новијих времена.

## Вино у средњовјековној Србији
У средњовјековној Србији, више се трошило црно него бијело вино, а како није било много винограда, довожено је из Дубровника (било је познато вино „малвасија“, као и „требјанска“ лоза и вино од ње) Котора, и осталих градова зетског приморја. Преношено је у јарећим мјешинама (податак из 1446. године, из Зајаче) као и посебним бурадима. Мада су се користила бурад, вино је било гушће и са више танина и алкохола. У приморју су ароматизована зачинима: пелином, алојом, миртом, анисом, рузмарином, циметом и кадуљом.

### Продаја вина
Продаја вина је у Србији била законски регулисана, а штићено је домаће вино. По једна трћина таксе од продаје (у Новом Брду) вина које није произведено у градском „метоху“, припадала је војводи, кнезу и пургарима. У Новом брду су предност куповине вина имали рудари, па сви остали. Прекуп вина је био забрањиван. Дубровчани и трговци из Котора, имали су привилегију да вино транспортују и продају, до сјеверних граница Србије, али су у Брскову (рудник) из предустрожности, могли продавати само њихово, домаће вино (дубровачко и которско). У продаји је важила строга забрана мијешања са водом. Такође, осим за домаћу употребу , ради продаје га је било забрањено мијешати са медом (због конкуренције према домаћем чистом вину) а ова мјешавина је била у Дубровнику и Котору позната као „molza“ и „mellatum“. Још је Стефан Првовјенчани од трговаца плијенио вина помијешана са водом.

### Опасно вино
Некада је вино највише коришћено на двору и од стране властеле („вински десетак“ су им били обавезни давати и зависни сељаци). Код господе, вино се држало (хладило) у „леденицама“. Ови подруми су били испуњеним бачвама , као и великим судовима од иловаче (како је чувано и у антици). Забељежени су и случајеви смртног тровања међу властелом, због прекомјерног трошења вина са ледом (нпр. Радивоје, син босанског краља Остоје) али и страдање преко 1500 војника цара Душана, 1342. године, у походу на Сер . Српска војска је уз пут набавила јефтино, непровјерено и непроврело вино, које су уз то још и сладили. Круг потрошача вина се временом све више ширио. У доба Српске деспотовине највише су га куповали градови, који су се са богатством трговаца и пословних људи, све више развијали (посебно Ново Брдо и Сребрница).

### Вино и приморски градови
У Котору, Бару, Улцињу и Старом Граду ([Будва|Будви]]) препродаја вина је била забрањена и није се смјело увозити и продавати страно вино (у Будви, само уз специјалну дозволу и „кад се наше вино распрода“). У Котору се продавало само у крчми („taberna“) од стране крчмара („tabernarius“) на проценат од продатог. Имали су врло строг надзор над производњом и продајом, а приморски градови су на тај начин и ограничавали сађење винограда (ради држања цијене). Которска општина прописом одређује на којим мјестима се могу садити виногради и на којој површини. У Грбљу је једна кућа могла имати један „квадрангол“ (сто чокота) а вишак су општински људи палили. У вези са вином, наведени приморски градови су у средњем вијеку донијели више прописа него о било којој другој намирници.

### Вино у манастирима
Обавезе давања вина манастирима , изражаване су у „чабровима“ „ведрима“ или „кабловима“. Понекад су манастири имали и вински приход од тргова. Цар Душан је одредио да се у његовој задужбини Манастиру Светих арханђела даје вино понедељком, сриједом и петком (изјутра и увече) а у посту једном дневно, осим суботе и недјеље. Манастирски су типици одређивали када се може пити вино, а за манастирске славе су се „на вратима“ дијелили хлеб и вино.

## Извор
- Благојевић, Милош (1973). Земљорадња у средњовековној Србији. Београд: Историјски институт.
- Момчило Спремић: „Исхрана у средњовековној Србији“, издање „Политике“, 1997. година.